# Acalypha siamensis
Acalypha siamensis é uma espécie de flor do gênero Acalypha, pertencente à família Euphorbiaceae.